# Блаффтон (Південна Кароліна)
Блаффтон (англ. Bluffton) — місто (англ. town) в США, в окрузі Бофорт штату Південна Кароліна. Населення — 27 716 осіб (2020).

## Географія
Блаффтон розташований за координатами 32°12′29″ пн. ш. 80°56′1″ зх. д. / 32.20806° пн. ш. 80.93361° зх. д. (32.208026, -80.933585).  За даними Бюро перепису населення США в 2010 році місто мало площу 138,59 км², з яких 132,87 км² — суходіл та 5,72 км² — водойми.

### Клімат
| Клімат : Блаффтон            | Клімат : Блаффтон | Клімат : Блаффтон | Клімат : Блаффтон | Клімат : Блаффтон | Клімат : Блаффтон | Клімат : Блаффтон | Клімат : Блаффтон | Клімат : Блаффтон | Клімат : Блаффтон | Клімат : Блаффтон | Клімат : Блаффтон | Клімат : Блаффтон | Клімат : Блаффтон |
| Показник                     | Січ.              | Лют.              | Бер.              | Квіт.             | Трав.             | Черв.             | Лип.              | Серп.             | Вер.              | Жовт.             | Лист.             | Груд.             | Рік               |
| Абсолютний максимум, °C      | 29,4              | 28,9              | 32,2              | 35,0              | 37,2              | 38,3              | 41,7              | 39,4              | 36,7              | 36,1              | 31,1              | 28,3              | 41,7              |
| Середній максимум, °C        | 15,6              | 17,2              | 21,1              | 23,9              | 27,8              | 30,0              | 32,2              | 31,1              | 28,9              | 25,6              | 21,1              | 17,8              | 24,4              |
| Середній мінімум, °C         | 4,4               | 6,1               | 9,4               | 12,8              | 17,2              | 21,7              | 23,3              | 22,8              | 20,6              | 15,0              | 10,0              | 6,1               | 14,2              |
| Абсолютний мінімум, °C       | −15,6             | −9,4              | −6,1              | 0,0               | 2,8               | 7,2               | 10,0              | 11,7              | 7,8               | 0,0               | −5                | −12,2             | −15,6             |
| Норма опадів, мм             | 101               | 84                | 87                | 80                | 50                | 114               | 160               | 194               | 148               | 117               | 66                | 79                | 1280              |
| ---------------------------- | ----------------- | ----------------- | ----------------- | ----------------- | ----------------- | ----------------- | ----------------- | ----------------- | ----------------- | ----------------- | ----------------- | ----------------- | ----------------- |
| Джерело: The Weather Channel |                   |                   |                   |                   |                   |                   |                   |                   |                   |                   |                   |                   |                   |

## Демографія
Згідно з переписом 2010 року, у місті мешкало 12 530 осіб у 4417 домогосподарствах у складі 3323 родин. Густота населення становила 90 осіб/км².  Було 5393 помешкання (39/км²).
Расовий склад населення:
| - 71,4 % — білих - 16,2 % — чорних або афроамериканців - 2,0 % — азіатів - 0,3 % — корінних американців - 7,3 % — осіб інших рас |

До двох чи більше рас належало 2,9 %. Частка іспаномовних становила 18,8 % від усіх жителів.
За віковим діапазоном населення розподілялося таким чином: 28,9 % — особи молодші 18 років, 63,8 % — особи у віці 18—64 років, 7,3 % — особи у віці 65 років та старші. Медіана віку мешканця становила 32,7 року. На 100 осіб жіночої статі у місті припадало 95,5 чоловіків;  на 100 жінок у віці від 18 років та старших — 93,4 чоловіків також старших 18 років.
Середній дохід на одне домашнє господарство  становив 77 760 доларів США (медіана — 64 287), а середній дохід на одну сім'ю — 83 851 долар (медіана — 66 276). Медіана доходів становила 42 337 доларів для чоловіків та 35 994 долари для жінок. За межею бідності перебувало 10,2 % осіб, у тому числі 12,7 % дітей у віці до 18 років та 6,6 % осіб у віці 65 років та старших.
Цивільне працевлаштоване населення становило 6907 осіб. Основні галузі зайнятості: освіта, охорона здоров'я та соціальна допомога — 19,1 %, мистецтво, розваги та відпочинок — 14,4 %, роздрібна торгівля — 13,8 %.